# Rifred (Cuneo)
|  | Per a altres significats, vegeu «Rifred». |

Rifred (italià Rifreddo, piemontès Rifrèid) és un municipi italià, situat a la regió del Piemont. L'any 2007 tenia 1.061 habitants. Està situat a la Vall del Po, dins de les Valls Occitanes. Limita amb els municipis d'Envie, Gambasca, Revèl i Sant Frònt.

## Administració
| Període | Identitat    | Partit        |
| ------- | ------------ | ------------- |
| 2004-   | Luca Martino | Llista cívica |